# Campagne de Dalmatie (1809)
Guerres napoléoniennes
Batailles
Campagne d'Allemagne et d'Autriche
- Sacile
- Teugen-Hausen
- Raszyn
- Abensberg
- Landshut
- Eckmühl
- Ratisbonne
- Neumarkt
- Radzymin (en)
- Caldiero
- Dalmatie
- Ebersberg
- Piave
- Malborghetto
- Linz (en)
- Essling
- Sankt Michael
- Stralsund
- Raab
- Gratz
- Wagram
- Korneuburg
- Stockerau
- Gefrees (en)
- Hollabrunn
- Schöngrabern (en)
- Znaïm
- Ölper

Batailles navales
- Martinique
- Sables-d'Olonne
- Île d'Aix
- Walcheren
- Lissa
- Pelagosa

Campagne de l'île Maurice
- Sainte-Rose
- Saint-Paul
- Île Bonaparte
- Grand Port
- Île de France
- Tamatave

Campagne d'Espagne
Rébellion du Tyrol
La campagne de Dalmatie se déroula entre avril et mai 1809 pendant la guerre de la cinquième coalition. Elle mit aux prises une armée autrichienne commandée par Andreas von Stoichevich (en) puis par Mathias Rebrovich von Razboj (d) et les troupes françaises du général Auguste Frédéric Viesse de Marmont. Chargé de reconquérir la Dalmatie, Stoichevich bouscula le dispositif français sur la rivière Zrmanja à la fin du mois d'avril, mais il fut repoussé quelques semaines plus tard par une contre-attaque de Marmont. 
Ce dernier livra une série de combats sur la Zrmanja, où Stoichevich fut capturé, puis à Pribudić (Gračac) et enfin à Gospić les 21 et 22 mai, qui tournèrent finalement à l'avantage des Français. Un corps de renfort autrichien commandé par Vinko Knežević (en), arrivé à Karlovac, battit en retraite à l'annonce de la défaite de Gospić. Après avoir éliminé cette menace, Marmont conduisit son armée en Autriche où elle participa à la bataille de Gratz puis à celle de Wagram.

## Contexte militaire et forces en présence
À l'ouverture des hostilités en avril 1809, les principales forces des belligérants stationnées en Italie étaient l'armée franco-italienne du prince Eugène de Beauharnais et l'armée autrichienne de l'archiduc Jean d'Autriche. Un corps d'occupation français sous les ordres du général Marmont se trouvait également en Dalmatie. Le traité de Presbourg, signé le 26 décembre 1805 et qui avait mis fin à la guerre de la Troisième Coalition, avait attribué les anciennes provinces autrichiennes d'Istrie et de Dalmatie au royaume d'Italie, un État satellite de l'Empire français. La région était administrée depuis cette époque par le général Marmont. Les troupes à la disposition de ce dernier avaient été entraînées au camp de Boulogne avec le reste de la Grande Armée, dont elles formaient originellement le IIe corps ; n'ayant pris aucune part à la sanglante campagne de Prusse et de Pologne, elles étaient considérées par Napoléon comme son « meilleur corps ».
L'armée de Dalmatie commandée par Marmont se composait de deux divisions d'infanterie aux ordres des généraux Joseph de Montrichard et Bertrand Clauzel. La 1re division de Montrichard était formée des brigades du colonel Jean-Louis Soye et du général de brigade Jean Aulay de Launay, ainsi que de la 9e compagnie du 2e régiment d'artillerie à pied, dotée de six canons de 6 livres. La brigade Soye comprenait le 18e régiment d'infanterie légère et le 5e régiment d'infanterie de ligne tandis que la brigade de Launay était constituée des 79e et 81e de ligne. La 2e division de Clauzel comprenait les brigades des généraux Alexis Joseph Delzons et Gilbert Bachelu. L'artillerie divisionnaire était représentée par les 3e et 9e du 8e régiment d'artillerie à pied, avec six canons de 6 livres et deux obusiers de 5 pouces par compagnie, pour un total de 16 bouches à feu. Delzons commandait le 8e léger et le 23e de ligne alors que Bachelu ne disposait que du seul 111e de ligne, fort de trois bataillons, contre deux pour les autres régiments. L'effectif moyen d'un bataillon était de 700 hommes.
L'armée de Dalmatie était pourvue d'un parc d'artillerie exceptionnellement étoffé de 78 pièces, sous la direction du général de brigade Louis Tirlet. La nombreuse artillerie de réserve se composait des 7e, 8e, 9e, 14e et 15e compagnies du 1er régiment d'artillerie italien, dotées chacune de six canons de 6 livres. La 10e compagnie du 7e régiment d'artillerie à pied alignait six canons de 12 livres pendant que la 2e compagnie du 2e régiment d'artillerie à pied disposait de six canons de 12 livres et de deux obusiers de 5 pouces. Les 14e et 15e compagnies de cette dernière unité étaient équipées chacune de six canons de 6 livres. Le 3e escadron du 24e régiment de chasseurs à cheval complétait l'ensemble. Le chef d'état-major de Marmont était le général de brigade Jacques-Antoine-Adrien Delort.
Afin de lutter contre Marmont, l'archiduc Jean détacha face à lui la brigade du général-major Andreas von Stoichevich (en), qui appartenait initialement à la 3e division du feld-maréchal-lieutenant Vinko Knežević (en), elle-même intégrée au IXe corps d'armée d'Ignácz Gyulay. En date du 15 mai 1809, l'effectif des troupes de Stoichevich était d'environ 8 100 hommes, dont 7 740 fantassins, 120 cavaliers et 240 artilleurs. L'infanterie régulière autrichienne était représentée par deux bataillons du régiment grenz no 1 Liccaner, deux bataillons du régiment grenz no 6 Warasdiner Szent-George, un bataillon du régiment grenz no 12 Deutsch Banat et le 4e bataillon de garnison. Parmi les autres détachements figuraient un escadron du régiment de chevau-légers Hohenzollern, quatre bataillons de la Landwehr de Karlovac, une batterie de brigade grenz dotée de huit canons de 3 livres et d'une batterie de position forte de six canons de 6 livres.
L'historien Digby Smith donne un ordre de bataille un peu différent : trois bataillons du régiment grenz no 1 Liccaner, un bataillon du régiment grenz no 2 Ottocaner, un bataillon du régiment grenz no 3 Oguliner, un bataillon du régiment grenz no 4 Szluiner, deux bataillons du régiment grenz no 10 1er Banal, un escadron du régiment de chevau-légers Hohenzollern, un escadron du régiment de cavalerie Serezaner (en), une batterie de position de six canons et une batterie de brigade de douze canons de 3 livres.

## Déroulement de la campagne

### Combat de la rivière Zrmanja

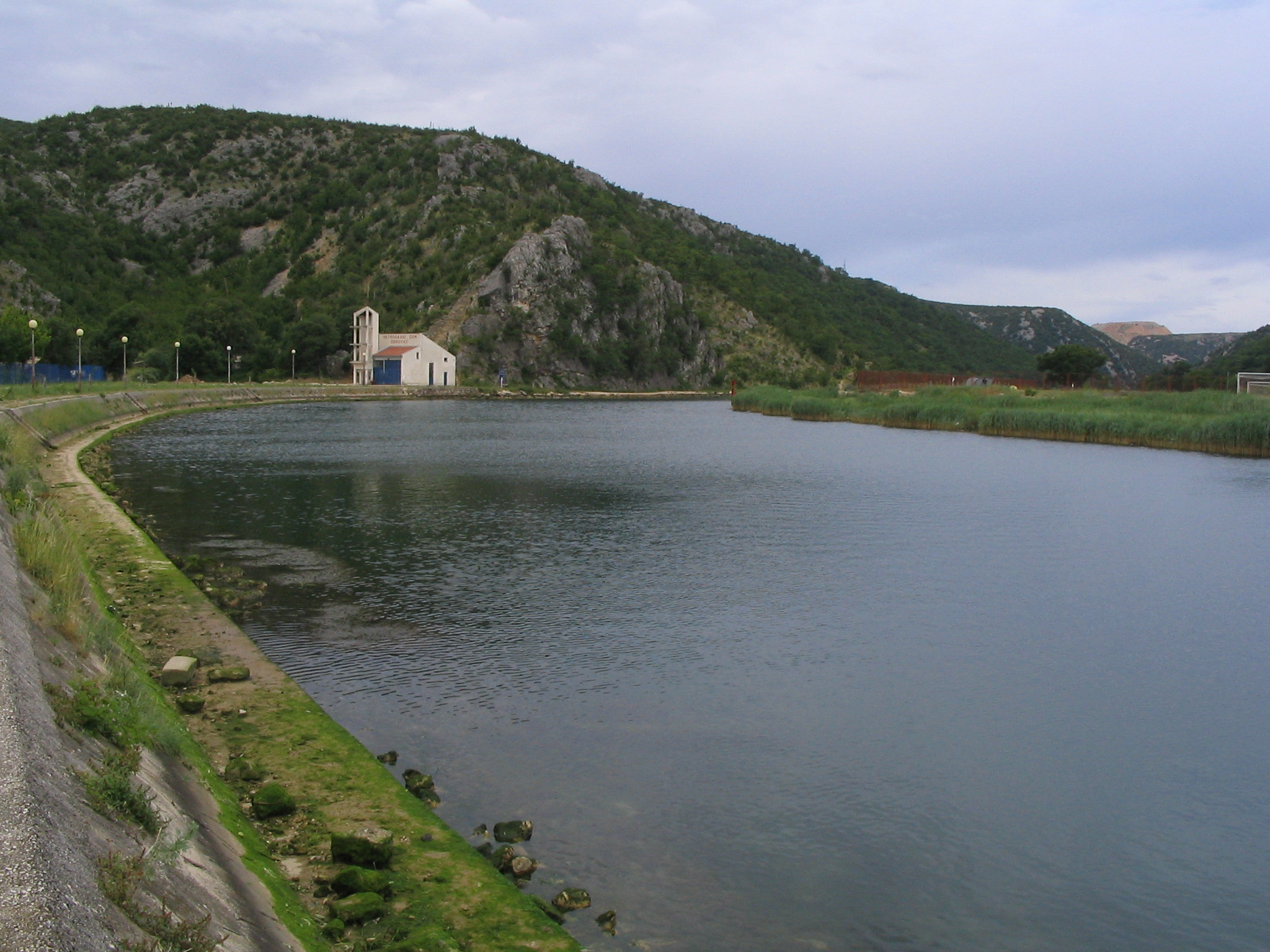
La rivière Zrmanja à Obrovac.

En dépit de leur infériorité numérique, les Autrichiens remportèrent la première manche de la campagne. Du 26 au 30 avril, Stoichevich ordonna une série d'assauts combinés sur la rivière Zrmandja, cherchant à contrôler les gués d'Ervenik, Kaštel Žegarski, Obrovac, Vagic et Kravli Most. Le 30, sous une pluie torrentielle, les grenzers autrichiens expulsèrent les Français d'une hauteur et ces derniers furent harcelés durant leur retraite par la population locale. Les troupes napoléoniennes, dispersées sur un front trop large, furent rejetées sur Knin et Zadar. Les Autrichiens n'eurent que 250 hommes hors de combat alors que les pertes françaises s'élevaient à 1 000 tués ou blessés et 200 prisonniers.
La ligne de front se stabilisa dans les deux semaines qui suivirent et les Autrichiens échouèrent à s'emparer de Knin. Pendant ce temps, les irréguliers bosniaques et ottomans attaquèrent à leur tour les Autrichiens. Stoichevich, qui avait été informé de la défaite de l'archiduc Jean à la bataille du Piave le 8 mai et de l'avance française sur Laibach, se prépara à battre en retraite.
Le 15 mai, le capitaine Hrabovszky, à la tête de 150 hommes du régiment frontalier no 4 Szluiner et du corps-franc dalmate, mena un raid nocturne contre la brigade Delzons, positionnée dans le village de Stara Straza, à 6 km au nord-ouest de Knin. L'opération fut un succès complet : au prix de pertes minimes, les Autrichiens tuèrent une centaine de soldats français et capturèrent 200 hommes ainsi que 700 moutons et 34 bœufs.

### Combat de Pribudić

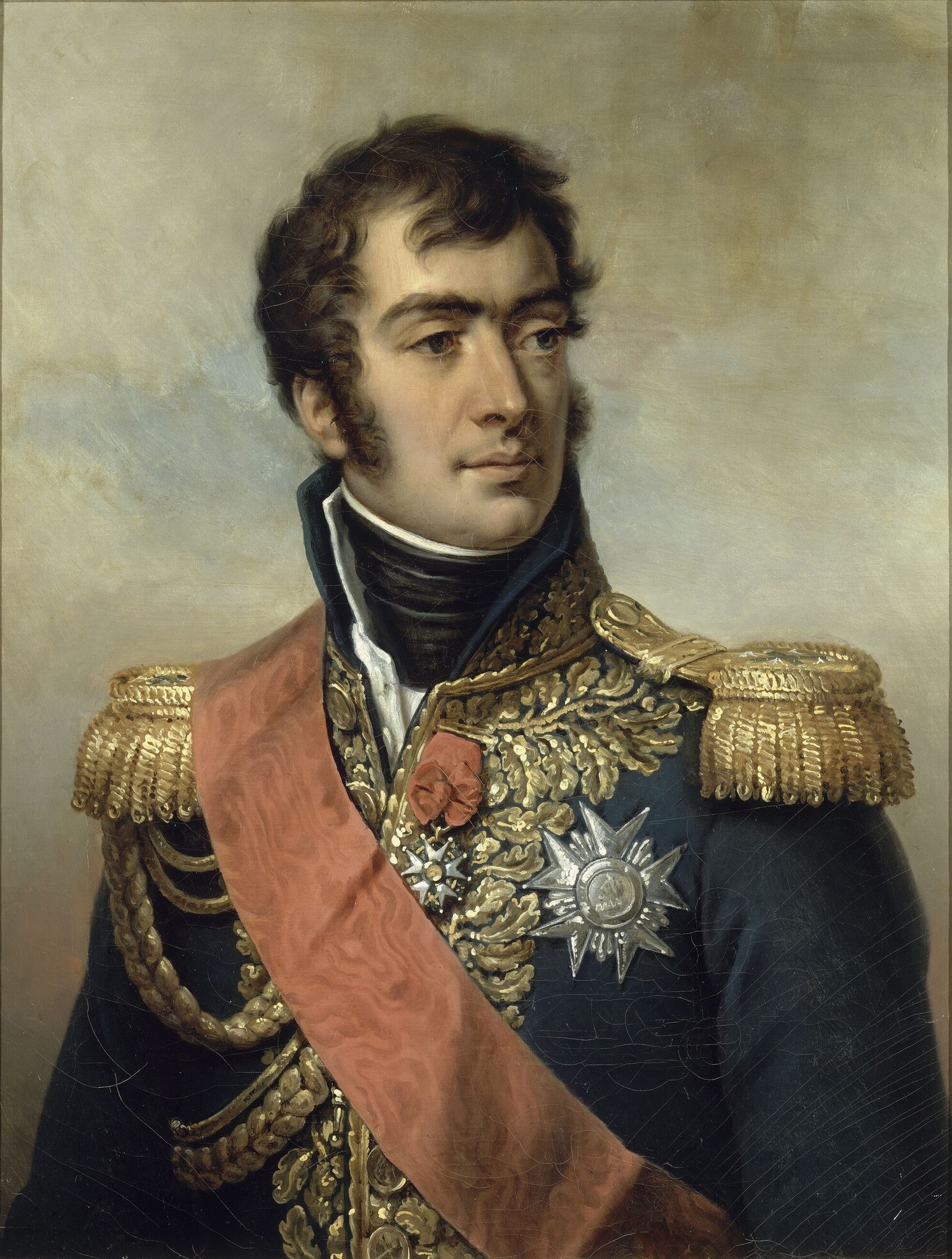
Le général Marmont, commandant l'armée de Dalmatie.

Marmont reprit l'initiative et, le 16 mai, infligea une sévère défaite aux Autrichiens à Pribudić (hr), à 14 km au nord-ouest de Knin. Ses adversaires occupant une position particulièrement forte en hauteur, Marmont envoya un contingent de tirailleurs français et d'artillerie pour évaluer la solidité du dispositif autrichien et ordonna au 23e de ligne d'attaquer les défenseurs par le flanc. En peu de temps, l'assaut français réussit à percer les lignes ennemies. Les 13 000 soldats français engagés ce jour-là ne déplorèrent que peu de pertes alors que le bilan était beaucoup plus lourd dans le camp autrichien : 200 tués, 500 blessés et entre 300 et 600 prisonniers, dont le général Stoichevich. L'effectif des troupes autrichiennes était de 9 000 au début du combat. Deux sources situent le lieu de l'affrontement à Pribudić, tandis qu'une troisième évoque simultanément le mont Kita, au sud de Gračac, et Golubić, au nord de Knin.
Le jour suivant, les deux armées s'affrontèrent une nouvelle fois à Gračac, affaire qui coûta aux Français 300 morts selon le rapport de Marmont, qui n'évoque pas de pertes d'autre type. Les Autrichiens, à présent commandés par le colonel Mathias Rebrovich von Razboj (d), laissèrent sur le terrain 300 tués ou blessés — selon leurs estimations — avant de se replier sur Gospić. La localité de Gračac est située à environ 45 km au nord-ouest de Knin.

### Combat de Gospić
Le 21 mai, Marmont repéra les forces de Rebrovich déployées derrière la rivière Lika, à proximité de Gospić. Laissant une de ses divisions en réserve, il ordonna au reste de ses troupes de franchir la rivière pour attaquer les Autrichiens. Au commencement de l'action, les compagnies de voltigeurs français traversèrent le cours d'eau sous le feu ennemi, prirent position sur l'autre rive et repoussèrent les assauts répétés de leurs adversaires. Des renforts français se hâtèrent ensuite de former une tête de pont malgré la présence de douze canons autrichiens qui délivraient un feu nourri sur les assaillants. Afin de contrer la supériorité locale de Rebrovich en artillerie, les Français se déployèrent en une seule ligne, avec trois pas d'écart entre chaque soldat. Des groupes de dix hommes, chacun dirigé par un officier, reçurent également l'ordre de soutenir la ligne de tirailleurs. Enfin, des obusiers de montagne tractés par des mules furent dépêchés sur place afin de fournir un appui feu.
De là où il se trouvait, Marmont réalisa que les Autrichiens combattaient en trois forces séparées les unes des autres et décida de porter un coup décisif sur le centre de Rebrovich. Un bataillon du 81e de ligne essuya de lourdes pertes sous la canonnade autrichienne mais les Français prirent peu à peu l'avantage. Le 18e léger chargea l'artillerie ennemie et s'empara de cinq canons. Une fois le centre autrichien en fuite, Marmont se retourna contre les ailes de ses adversaires et les contraignit elles aussi à la retraite.
Les Français perdirent 134 morts, 600 blessés et 270 prisonniers sur les 11 000 soldats engagés dans ce combat âprement disputé ; les brigadiers Soye et de Launay furent blessés. Les Autrichiens admirent de leur côté un total de 64 morts, 500 blessés, 200 prisonniers et deux canons. L'historien Digby Smith considère ce combat comme une victoire autrichienne, ce qui est contredit par le récit de James R. Arnold qui atteste d'un succès français éclatant.

## Conséquences

Bâton de maréchal d'Empire.

L'historien Francis Loraine Petre avance que seuls des « débris » du corps de Rebrovich rejoignirent le général Gyulay près de Zagreb dans les premiers jours de juin 1809. Selon Robert M. Epstein, les forces de Stoichevich furent sévèrement malmenées au cours de la campagne. Après s'être emparé de Gospić, Marmont poursuivit sa marche en direction du nord et atteignit Trieste le 28 mai puis Laibach le 3 juin.
Le 26 de ce mois, le corps de Marmont prit part au combat de Gratz, repoussant Gyulay vers l'est conjointement avec la division du général Jean-Baptiste Broussier. Après avoir poursuivi les Autrichiens pendant deux jours, il reçut l'ordre, le 29 juin, de se diriger immédiatement sur Vienne à marches forcées. En dépit des succès obtenus par Marmont, Napoléon écrivit à Eugène de Beauharnais : « Marmont a assez mal manœuvré, Broussier encore plus mal ». En effet, l'Empereur considérait que Marmont aurait dû se trouver à Gratz dès le 23 ou le 24 juin. Outre Marmont, la division Broussier, les troupes du vice-roi Eugène et d'autres éléments de l'armée française qui agissaient en périphérie du théâtre d'opérations principal s'ébranlèrent en direction de la capitale autrichienne. La bataille de Wagram se déroula du 5 au 6 juillet 1809 et se solda par une victoire décisive de Napoléon. À cette époque, l'armée de Dalmatie était devenue le XIe corps de la Grande Armée.
Après Wagram, Napoléon interrogea Marmont au sujet de la campagne de Dalmatie et critiqua la performance de son général pendant deux longues heures. Abasourdi par la teneur de l'entretien, Marmont regagna sa tente. À sa grande surprise, il apprit peu après son élévation à la dignité de maréchal d'Empire. L'Empereur lui fit pourtant parvenir une lettre dans laquelle il déclarait : « entre nous, vous n'en avez pas encore fait assez pour justifier entièrement mon choix ». Des trois maréchaux promus à l'issue de la bataille de Wagram, les soldats composèrent une chansonnette :
La France a nommé Macdonald
L'armée a nommé Oudinot
L'amitié a nommé Marmont.